# レヴォリューション・セインツ
レヴォリューション・セインツ (Revolution Saints) は、ジャーニーのディーン・カストロノヴォ、ナイト・レンジャーのジャック・ブレイズ、かつてホワイトスネイクやディオに在籍したダグ・アルドリッチの3人からなるアメリカのハードロック・スーパーグループである。

## 来歴
当初はカストロノヴォのソロ・プロジェクトとして企画されたが、フロンティアーズ・レコード社長セラフィノ・ペルジーノのアイデアによってバンド形態に変更。
2014年8月、米国のオレゴン州ポートランドで、ハードラインのキーボーディストであるアレッサンドロ・デル・ヴェッキオを音楽プロデューサーに迎えアルバムを制作。ほとんどの楽曲はヴェッキオにより書かれたものだが、一部はブレイズとの共作である。
2015年2月にセルフタイトルのデビュー・アルバムをリリース。
2017年10月、セカンド・アルバム『ライト・イン・ザ・ダーク』をリリース。
2022年11月、ダグ・アルドリッチ（ギター）とジャック・ブレイズ（ベース、ボーカル）が、それぞれが参加する別バンド（アルドリッチはデッド・デイジーズ、ブレイズはナイト・レンジャー）での活動が立て込んでおり、レボリューション・セインツに時間が割けないことを理由に脱退。後任にジョエル・ホークストラ（ギター、ホワイトスネイク）、ジェフ・ピルソン（ベース、フォリナー、元ドッケン）を迎えることを発表。同月28日には2023年にリリース予定のニューアルバムから、新曲「Eagle Flight」を新体制移行後初のシングルとしてリリースした。

## メンバー
現メンバー
- ディーン・カストロノヴォ – ドラムス、リードボーカル
- ジョエル・ホークストラ - ギター
- ジェフ・ピルソン - ベース

旧メンバー
- ダグ・アルドリッチ – ギター
- ジャック・ブレイズ – ベース、ボーカル

## ディスコグラフィ

### スタジオ・アルバム
| タイトル                                       | レーベル                                                        | 発売日                                       |
| ---------------------------------------------- | --------------------------------------------------------------- | -------------------------------------------- |
| レヴォリューション・セインツ Revolution Saints | キングレコード（日本） フロンティアーズ・レコード（欧州・米国） | 2015年2月18日（日本） 2015年2月24日（米国）  |
| ライト・イン・ザ・ダーク Light in the Dark     | キングレコード（日本） フロンティアーズ・レコード（欧州・米国） | 2017年10月4日（日本） 2017年10月13日（米国） |
| ライズ Rise                                    | キングレコード（日本） フロンティアーズ・レコード（欧州・米国） | 2020年2月19日（日本） 2020年1月24日（米国）  |